# Закон об услугах на французском языке
Зако́н об услу́гах на францу́зском языке́ (англ. French Language Services Act) — закон провинции Онтарио (Канада), предназначенный для защиты прав франкоонтарийцев, или франкоговорящих в этой провинции.
Закон не даёт французскому языку полный статус официального языка в провинции, в которой нет законодательно определённого официального языка, но фактически большинство населения англоязычно. Однако Закон гарантирует, что услуги провинциального правительства будут оказываться на французском языке в 25 обозначенных местностях провинции, где значительно число франкоонтарийских жителей.

## Преамбула
Принимая во внимание, что французский язык является историческим и уважаемым языком в Онтарио и признаётся Конституцией в качестве официального языка в Канаде; что в Онтарио французский язык признан в качестве официального языка в судах и в сфере образования; и что Законодательное собрание признаёт вклад франкоговорящего населения в культурное наследие и стремится сохранить его для будущих поколений; и что существует желание гарантировать использование французского языка в учреждениях законодательной власти и правительства Онтарио, которое и реализовано в настоящем Законе;

## История
В прошлом франкоонтарийское сообщество игнорировалось и правительство Онтарио относилось к нему с неуважением, особенно после принятия в 1912 г. постановления № 17, запрещавшего использование французского языка в качестве языка школьного обучения в Онтарио. Постановление № 17 было оспорено в суде активистской организацией ACFÉO и не применялось в полной мере до его отмены в 1927 г. Однако лишь в 1968 г. провинциальное правительство изменило Закон об образовании, признав существование франкоязычных школ в провинции.
В последующие годы правительство начало предоставлять более широкий спектр услуг на французском языке. В 1970 г. был назначен координатор билингвизма для контроля за развитием госуслуг на французском языке. За последующие 16 лет отдельными министерствами было применено значительное число стратегий обслуживания на частичной основе, а в 1986 г. был принят Закон об услугах на французском языке.

## Закон
Основной целью Закона было объединение и оформление политикаи правительства и постановлений о предоставлении услуг на французском языке. Закон гарантировал франкоговорящим право на местные французские услуги провинциального правительства в 23 обозначенных местностях. После вступления Закона в силу местностями с оказанием услуг на французском языке были признаны ещё два города.
Франкоговорящие, живущие за пределами обозначенных местностей, могут получать госуслуги на французском в обозначенных местностях или непосредственно связываясь с главными управлениями министерств правительства. Предоставление и координация услуг на французском языке осуществляется Бюро по делам франкоговорящих.
Закон об услугах на французском языке не относится к таким общественным органам, как больницы, частные лечебницы или Общество помощи детям. Закон также не возлагает никаких обязанностей по оказанию услуг на французском языке на отдельные муниципалитеты, хотя муниципалитет может решить оказывать их по своему усмотрению.
Закон был внесён в 1986 г. министром по делам франкоговорящих либерального правительства Дэвида Питерсона Бернаром Гранмэтром и был успешно принят. Вводился трёхлетний переходный период, и официально закон вступил в силу 19 ноября 1989 г.

## Обозначенные местности

### Округа и графства
- Округ Алгома
- Округ Кокран
- Округ Ниписсинг
- Объединённые графства Прескотт и Расселл
- Округ Садбери
- Округ Тимискаминг

### Муниципалитеты
- Большой Садбери
- Брамптон
- Гамильтон
- Гринстоун
- Игнас
- Каллендер
- Кингстон
- Корнуолл
- Лейкшор
- Лондон
- Лореншиан-Вэлли
- Манитувейдж
- Маратон
- Миссиссога
- Норт-Гленгарри
- Норт-Стормонт
- Оттава
- Пемброк
- Пенетангишене
- Порт-Колборн
- Саут-Гленгарри
- Саут-Стормонт
- Тайни
- Текумсе
- Террас-Бей
- Тилбери
- Торонто
- Район Уайтуотер
- Уинсор
- Уинчестер
- Уэлленд
- Эсса

### Распространение услуг
В 2004 г. 24-м двуязычным центром был признан Брамптон, и его назначение официально вступило в силу в марте 2007 г. Кингстон был признан 25-м двуязычным центром в мае 2006 г., а официально услуги на французском стали оказываться там в 2009 г.

## Разногласия
Закон вызвал споры с противниками билингвизма, такими как Союз за сохранение английского языка в Канаде (ССАЯК), которые заявляли, что он создал особые права для франкоговорящих за счёт англоговорящих жителей провинции: например, требование оказывать двуязычные услуги было воспринято как дискриминация правительственных служащих, которые не говорят по-французски.
В ССАЯК также представили в ложном свете или неправильно поняли, что в действительности закон не затрагивал услуги муниципальных правительств, и начали кампанию по провозглашению онтарийских муниципалитетов исключительно англоязычными. Ряд небольших муниципалитетов, особенно в области Западной Онтарио объявили себя таковыми в течение переходного периода. 29 января 1990 г. наиболее известное из таких решений было принято в Су-Сент-Мари, что вызвало национальные споры, которые, в свою очередь, стали точкой вспышки в процессе обсуждения Мичского соглашения (см. Языковая резолюция Су-Сент-Мари).
В 1996 г. новодемократический депутат Жиль Биссон выступил в Законодательном собрании по-французски в ознаменование 10-летней годовщины принятия Закона. Однако он был прерван его прогрессивно-консервативным оппонентом Джо Спиной, который крикнул Биссону: «Говорите по-английски!».